# Vértesi Károly
Vértesi Károly, Virter (Zombor, 1843. október 22. – Budapest, 1917. február 22.) ügyvéd, író, útirajzíró.

## Élete
Virter Ferenc városi főjegyző és militicsi Czintula Fáni fia. Tanult az alreáliskolában szülővárosában, a gimnázium négy alsó osztályát Baján, a felsőbbeket Pécsett végezte 1863-ban; innét Kalocsára ment a három évi teológiai tanfolyamra; ott megtanulta az olasz, francia és dalmát nyelvet. A budapesti egyetemen jogot végzett; ekkor megyéje tiszteleti aljegyzővé, majd tiszteletbeli főügyészszé választotta. 1872-ben ügyvédi oklevelet nyert és 1887-ig Zomborban, 1894-ig Budapesten, azután ismét Zomborban folytatott ügyvédi gyakorlatot. A zombori takarékpénztárnak 1871-től 1881-ig titkára volt, 1889-től pedig választmányi tagja; a zombori polgári kaszinó jegyzője, majd ügyésze volt az 1870-es években; a zombori ügyvéd-egyletnek 1902-től 1907-ig elnöke, az ügyvédi kamarának 1903-tól 1907-ig választmányi tagja, az iparoskörnek 1902-től 1905-ig elnöke volt. Virter családi nevét 1885-ben változtatta Vértesire. A bács-bodrog-megyei irodalmi társaságot 1905-ben szervezte és annak szintén elnöke lett. Egész Európát beutazta, minden útjáról megjelentett egy könyvet.

## Munkái
- Az Alpesek között. Bécstől Genfig. Utirajzok. Zombor, 1878.
- Utiképek Olaszországból. Uo. 1881. Két kötet.
- Több országból. Utirajzok, fürdőkről, hegyvidékről. Bpest, 1888.
- Ködképek a multból. Rajzok és beszédek. Zombor, 1896.
- Keleti ég alatt. Egyiptomban és Palesztinában. Bpest, 1898. és 1900. Szövegképekkel.
- Konstantinápoly. Utirajzok. 65 szövegképpel. Uo. 1902.
- A zombori felső kereskedelmi iskola tanulmányútja. (Bosnyákország, Herczegovina, Montenegro, dalmát partvidék.) 40 szövegképpel. Uo. 1903.
- Három főváros. (Berlin, Koppenhága, Drezda). Utirajzok. 26 képpel. Uo. 1903.
- Az éjféli nap országában. Svédország és Norvégország. Utirajzok. 31 színnyom. képpel. Uo. 1904. Két kötet.
- Ujabb beszédei. 1897-1903. Uo. 1904.
- Spanyolország. Portugalia. Az V. nemzetközi sajtókongresszus. Utleírás 72 tárczaczikkben. 105 szövegképpel. Uo. 1906.
- Legújabb beszédei. 1904-1907.
- Körutazás Amerikában. Északamerikai Egyesült-Államok. St.-louisi világkiállítás. Utleírás 86 tárczaczikkben. 191 szövegképpel. Uo. 1908.
- Hattyudalok. Beszédek és írás. 1908-1910. Bpest és Zombor, 1911.
- Birálatok Vértesi Károly munkáiról. Zombor, 1902., 1907., 1908. és 1910. Öt füzet. V. arczképével. (Kézirat gyanánt).